# Hirondelle des Andes
Orochelidon andecola
Espèce
Synonymes
- Hirundo andecola
- Petrochelidon andecola
- Stelgidopteryx andecola

Statut de conservation UICN

 LC  : Préoccupation mineure
L'Hirondelle des Andes (Orochelidon andecola) est une espèce de passereau de la famille des Hirundinidae.

## Répartition
Cet oiseau fréquente la puna.

## Sous-espèces
Cet oiseau est représenté par deux sous-espèces :
- Orochelidon andecola andecola (d'Orbigny & Lafresnaye, 1837) ;
- Orochelidon andecola oroyae (Chapman, 1924).